# Microdeutopus myersi
Microdeutopus myersi är en kräftdjursart som beskrevs av Bynum och Fox 1977. Microdeutopus myersi ingår i släktet Microdeutopus och familjen Aoridae. Inga underarter finns listade i Catalogue of Life.